# 게토레이 가든 시티 콤플렉스
게토레이 가든 시티 콤플렉스(Gatorade Garden City Complex)는 캐나다 온타리오주 세인트캐서린스에 위치한 실내 경기장이다. 과거 AHL 세인트캐서린스 세인츠의 홈경기장으로 사용했다.